# Manuel Alcaraz
Manuel Francisco Alcaraz Ramos (Alicante, 1958) es un profesor, jurista y político español. 
Licenciado en Derecho, es profesor de derecho constitucional en la Universidad de Alicante. Ha sido miembro de la dirección de Esquerra Unida del País Valencià y del Consejo federal de Izquierda Unida. Ha sido concejal de cultura del Ayuntamiento de Alicante, vocal del Consejo de Administración de Radiotelevisión Valenciana y diputado por la provincia de Alicante en las elecciones generales de 1996. En 1997 se pasó a la corriente Nueva Izquierda, que una vez constituida como partido, acabó convergiendo en el Partido Socialista Obrero Español, aunque el no lo hizo. Ha sido director de la Sede de la Universidad de Alicante. En junio de 2012, sufrió un infarto del que se recuperó satisfactoriamente. En diciembre de 2012 hizo pública su militancia en Iniciativa del Poble Valencià (IdPV), dentro de la Coalició Compromís.
Fue Consejero de Transparencia, Responsabilidad Social, Participación y Cooperación de la Generalidad Valenciana entre 2015 y 2019.

## Obras
- Cuestión nacional y autonomía valenciana. Instituto Juan Gil-Albert. Alicante, 1985.
- Información y poder. De Prometeo a HAL 9000. Generalidad Valenciana-Instituto Juan Gil Albert. Alicante, 1994.
- Penúltim assaig d'aproximació al valencianisme polític (Una crítica al nacionalisme que existeix realment). Revista de Catalunya, nova etapa, n.º 98, Barcelona, 1995.
- El pluralismo lingüístico en la constitución española. Congreso de los Diputados. Madrid,: 1999.
- El régimen jurídico de las lenguas en la comunidad valenciana. Universidad de Alicante. Alicante, 1999
- El estado de derecho frente a la corrupción urbanística (2007)
- Alicante Especulación Hardcover, Editorial Club Universitario, 2006 ISBN 84-8454-419-2 (84-8454-419-2)